# Manuel Pinto de Fonseca
Manuel Pinto de Fonseca (Lamego, 24 maggio 1681 – La Valletta, 23 gennaio 1773) è stato Gran Maestro dell'Ordine di Malta dal 1741 fino alla sua morte.

## Biografia
Manuel Pinto da Fonseca era un nobile portoghese, figlio di Miguel Álvaro Pinto de Fonseca, Alcalde-Mór di Ranhados, e di sua moglie Ana Pinto Teixeira.
Egli venne eletto Gran Maestro il 18 gennaio 1741. Il 25 maggio 1743 egli diede nome alla città di Qormi che godette di uno status particolare (venne denominata Città Pinto). Nel 1748, dopo alcune contestazioni per la supposta mancanza di prove di antica nobiltà, concesse a dei nobili del Friuli di diventare cavalieri di Malta, evento celebrato dal quadro di Giambattista Tiepolo detto Consilium in arena. Nel 1749, una delle sue guardie del corpo, Cassar, si rifiutò di aderire al complotto organizzato dal pasha Mustafa per sollevare una rivolta tra gli schiavi musulmani dell'isola. Il suo rifiuto, portò la faccenda a conoscenza del Gran Maestro che soppresse la rivolta. Per tradizione, questo evento viene celebrato come festività di stato ogni 29 giugno. Pinto creò anche molti nuovi titoli nobiliari che ottennero in gran parte i vecchi nobili di Malta, ma si guadagnò una pessima reputazione tassando fortemente l'isola. Di sua mano, espulse i gesuiti da Malta, il cui Collegium Meltense venne rilevato dall'Ordine ed elevato al grado di Università; l'organizzazione fu affidata nel 1771 a Roberto Costaguti, teologo italiano, frate dell'Ordine dei Servi di Maria; oggi è l'Università di Malta. Egli completò l'Auberge de Castille, una delle costruzioni più importanti della capitale dell'isola, La Valletta, che era stato iniziato nel 1574 e sulla facciata di questo edificio, ancora oggi, si trova un busto che lo raffigura. Attualmente questa è l'ufficio del Primo ministro. Egli elargì numerose donazioni alla Chiesa Conventuale di San Giovanni e costruì molti depositi sulla Marina che portano ancora oggi il suo nome.
Alla sua morte, venne sepolto in un monumento in cui veniva rappresentato il suo ritratto realizzato a mosaico, che ancora oggi è una delle più importanti attrazioni turistiche dell'isola.
Fu amico dell'alchimista Cagliostro.

Bandiera di Qormi

Il suo stemma, contraddistinto da cinque lune crescenti rosse, simboleggiava il numero degli ottomani che aveva sconfitto con la propria spada, in una volta sola, durante la rivolta. La città di Qormi adottò questo simbolo come propria insegna e ancora oggi questo è il blasone della famiglia Pinto de Fonseca.
Egli ebbe un figlio illegittimo da Rosenda Paulichi, figlia di Alberigo Paulichi e della moglie Patronilla Ramuzetta; il piccolo, un maschio, ebbe nome José António Pinto da Fonseca e Vilhena, e sposò la sua prima cugina Maria Inácia Pinto da Fonseca de Sousa Teixeira e Vilhena, figlia illegittima di Francisco Vaz Pinto (suo suocero) e di Clara Cerqueira.